# Sisu

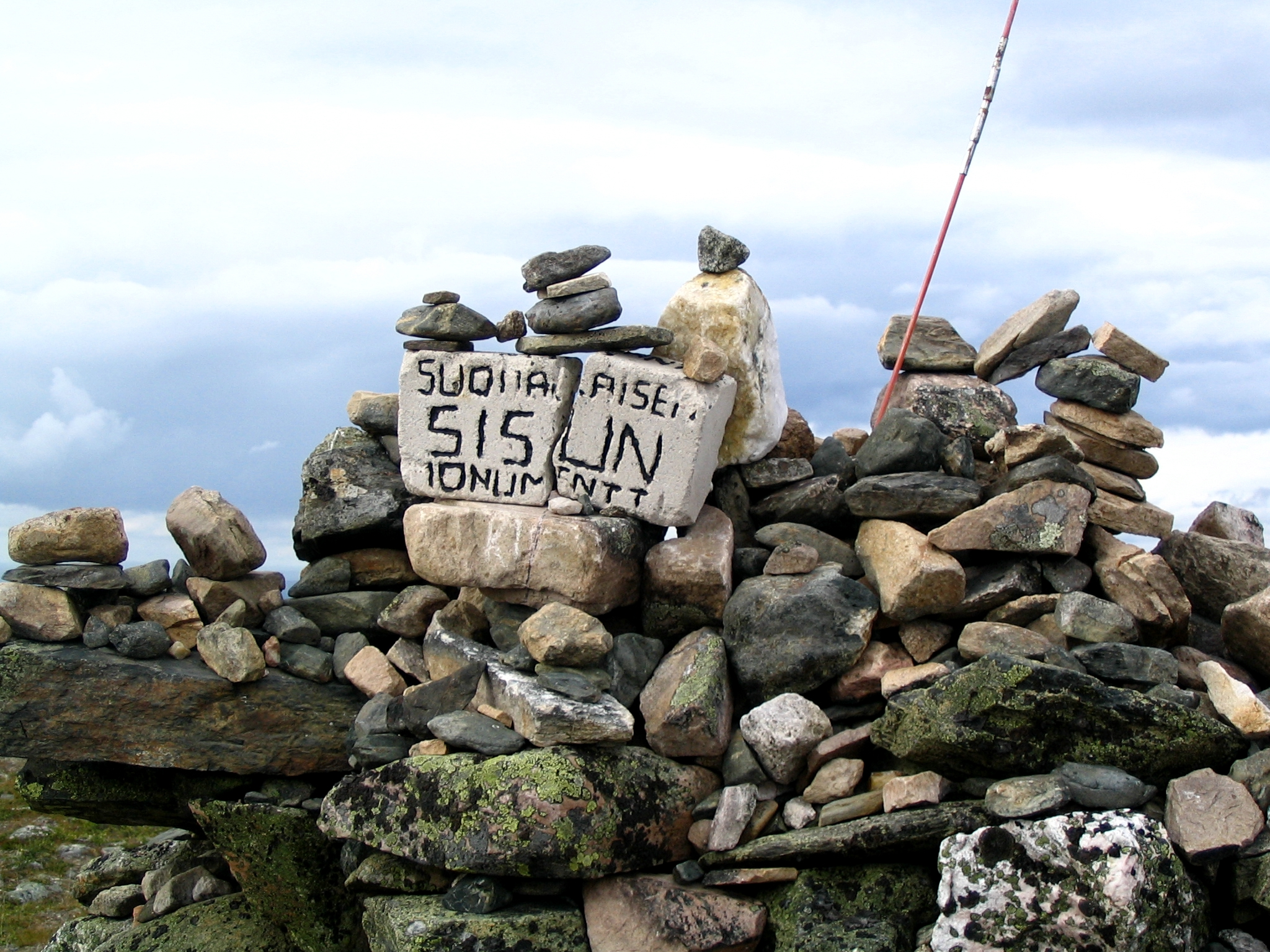
Steinmännchen im Nationalpark Pallas-Yllästunturi als improvisiertes „Monument für das finnische Sisu“

Sisu bezeichnet ein kulturelles Konstrukt in Finnland, das eine angeblich den Finnen eigene mentale Eigenschaft bezeichnet. Es ist seit dem 20. Jahrhundert in hohem Maße identitätsstiftend.
Sisu kann mit „Kraft“, „Ausdauer“ oder „klaglose Beharrlichkeit“, auch „Unnachgiebigkeit“ oder „Kampfgeist“, „Durchhaltevermögen“ (besonders in anscheinend aussichtslosen Situationen) wiedergegeben werden. Das Wort wird als „Zähigkeit, Ausdauer, Beharrlichkeit“ ins Deutsche übersetzt. Das Wort stammt aus dem Finnischen, aber Wort und Begriff gehören seit mehr als 100 Jahren auch zur finnlandschwedischen Sprache und Identität. 

## Wort- und Begriffsgeschichte

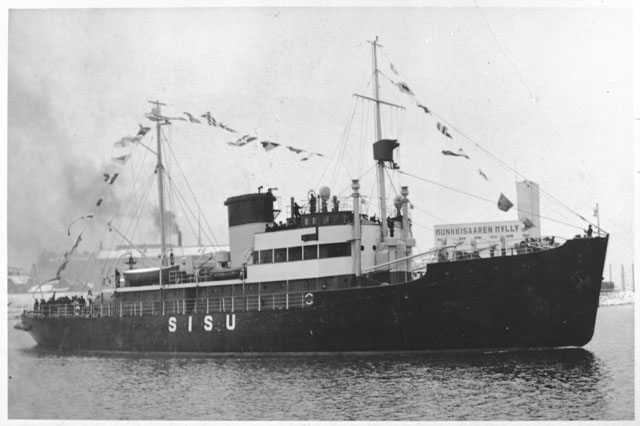
Der 1939 in Betrieb genommene Eisbrecher Sisu

Etymologisch ist finnisch sisu mit dem Wortstamm sisä- („inner-“) verwandt. Bei Mikael Agricola, dessen Werk im 16. Jahrhundert die finnische Schriftkultur begründete, drückt sisu das Innerste des Menschen, also dessen Charakter aus. Ursprünglich hatte das Wort eine negative Konnotation. Das wird im Lexicon linguæ fennicæ (finnisch Suomalainen sanakirja, 1823–26) des Sprachwissenschaftlers Gustaf Renvall deutlich. Renvall übersetzt sisu mit „Inhalt“, nennt aber auch die Nebenbedeutung „Gemütseigenschaft, bes. schlecht, Bosheit, Hass“. Später entwickelte sich die Wortbedeutung über „Erbarmungslosigkeit, Rücksichtslosigkeit“ zu „Mut, Kühnheit“ und schließlich „Zähigkeit, Ausdauer“.
Während der ersten Jahrzehnte des 20. Jahrhunderts entwickelte sich Sisu über die Sprachgrenzen hinweg zu einem Symbol für nationale Identität in Finnland. Das finnische Wort wurde bereits in den 1920er Jahren ins Finnlandschwedische entlehnt und gelangte sogar ins Reichsschwedische (das in Schweden gesprochene Schwedisch), zuerst vor allem bei Beschreibungen von Höchstleistungen bei finnischen Sportlern. Im Zusammenhang mit dem Winterkrieg wurde das Wort in Finnland – und sogar international – besonders populär.
Das Modewort wurde seit dem 20. Jahrhundert zur Namensgebung herangezogen. So wird seit 1928 eine Lakritzpastille unter dem Namen vertrieben. Seit 1931 existiert die Firma Sisu Auto, die Lastkraftwagen und seit den 1980er Jahren auch Transportpanzer unter der Marke herstellt. Ein Eisbrecher unter dem Namen Sisu wurde 1939 in Betrieb gesetzt, der Nachfolger 1976. Mount Sisu in der Antarktis erhielt diesen Namen 1997 nach der Erstbesteigung durch die finnischen Alpinisten Veikka Gustafsson und Patrick Degerman. Das Finnland-bezogene Radioprogramm für die Schwedenfinnen, Schwedenfinnlandschweden und Tornedalfinnen bei Sveriges Radio hieß offiziell Sisuradio bis 2000. Ein Supercomputer begann seine Rechenarbeit unter dem Namen 2013. Seit den 1940er Jahren erhielten fast dreitausend finnische Kinder den Vornamen Sisu, vorwiegend Jungen. Im Jahr 2022 erschien der Kriegs- und Action-Film Sisu, der vom Abenteuer eines finnischen Einzelkämpfers berichtet. 
Unabhängig von der Muttersprache können alle Finnen „Sisu in sich haben“. So sprach die finnlandschwedische Journalistin Anna-Lena Laurén 2021 in ihrem Sommarprat („Sommerschnack“, ein populäres Radioprogramm in Schweden und Finnland) über das Sisu bei ihr, ihrer Familie und den Finnen im Allgemeinen. Im Rahmen von Finnland 100 zum hundertjährigen Landesjubiläum 2017 wurde sisu – das sowohl in der finnischen wie der schwedischen Sprache gut funktioniert – zu „Finnlands Wort“ gewählt.
Als identitätsstiftendes Konstrukt einer Nationaltugend ist Sisu mit dem rumänischen Dor oder der portugiesischen Saudade vergleichbar. Der in Finnland vielzitierte Stabreim Sisu, Sauna, Sibelius illustriert die Bedeutung des Begriffes für das nationale Selbstverständnis, aber auch seine Klischeehaftigkeit. Deshalb hat der Begriff vor allem Kulturwissenschaftler interessiert.
Sisu wurde im 21. Jahrhundert auch international Thema von mehreren Büchern der Ratgeberliteratur, die aus dem kulturellen Konstrukt eine allgemeine Anleitung zu Resilienz, mentaler Stärke und Wohlbefinden ableiten wollen. In diesem Zusammenhang wird es auch innerhalb der Psychologie als angeblich sogar statistisch messbares Phänomen untersucht.